# Trevor Jimenez
Trevor Jimenez (* 20. Jahrhundert) ist ein kanadischer Animator und Regisseur bei Pixar. Er erlangte Bekanntheit durch die Oscarnominierung seines Zeichentrickkurzfilms Weekends.

## Leben
Jiminez verbrachte seine Kindheit in den 1980ern als Scheidungskind, das die Woche über bei seiner Mutter in Hamilton (Ontario) und an den Wochenenden bei seinem Vater in Toronto verbrachte. Die Eindrücke der zerbrochenen Familienbeziehung und seine Kindheitsängste verarbeitete er in dem surrealen Zeichentrickkurzfilm Weekends. Der Kurzfilm wurde auf 66 Festivals gezeigt und gewann diverse Preise.
Trevor Jimenez arbeitete als Story-Artist für Cinderbiter, Blue Sky Studios, Illumination Entertainment, Disney Feature Animation und aktuell Pixar. Als Student erstellte er den Kurzfilm Key Lime Pie, der 2008 auf verschiedenen Festivals gezeigt wurde (u. a. in Annecy, Ottawa und Zagreb) und gewann einen Preis.
Über ein Co-op genanntes Programm bei Pixar wurde ihm ermöglicht, die Studioressourcen für die Erstellung von Weekends zu nutzen. Siebenundzwanzig Animatore und Künstler halfen beim Erstellen des Films.

## Filmografie
Quelle:
| Jahr | Titel                                                                 | Im Abspann als                       | Bemerkungen                     |
| ---- | --------------------------------------------------------------------- | ------------------------------------ | ------------------------------- |
| 2007 | Key Lime Pie                                                          | Regisseur u. a.                      | Animationskurzfilm              |
| 2009 | Ice Age 3 – Die Dinosaurier sind los (Ice Age: Dawn of the Dinosaurs) | Story Artist                         | Animationsfilm von Blue Sky     |
| 2011 | Rio                                                                   | additional story artist              | Animationsfilm von Blue Sky     |
| 2012 | Der Lorax (Dr. Seuss’ The Lorax)                                      | storyboard artist                    | Animationsfilm von Illumination |
| 2016 | Zoomania (Zootopia)                                                   | nicht aufgeführt (storyboard artist) | Animationsfilm von Disney       |
| 2016 | Findet Dorie (Finding Dory)                                           | story artist                         | Animationsfilm von Pixar        |
| 2017 | Weekends                                                              | Regisseur u. a.                      | Animationskurzfilm              |
| 2017 | Coco – Lebendiger als das Leben! (Coco)                               | story artist                         | Animationsfilm von Pixar        |
| 2018 | Chaos im Netz (Ralph Breaks the Internet)                             | nicht aufgeführt (story artist)      | Animationsfilm von Disney       |

## Auszeichnungen
Der Kurzfilm Key Lime Pie wurde auf dem Dallas International Film Festival als Bester Kurzfilm ausgezeichnet.
Der Kurzfilm Weekends wurde mit 22 Preisen ausgezeichnet, darunter die Jury- und Publikumspreise für den Besten Kurzfilm auf dem Festival d’Animation Annecy und dem Preis für den Besten Kurzfilm auf dem  Internationales Filmfestival Warschau. Weekends wurde bei der Oscarverleihung 2019 in der Kategorie Bester animierter Kurzfilm nominiert.